# Jaciment de Can Canet
Can Canet és un Jaciment arqueològic a Canet d’Adri (Gironès), declarat Bé cultural d'interès local.
El Jaciment en una superfície de gran extensió, als camps de conreu entre l'hostal la Sala, Can Canet i la Riera de Canet, aproximadament 2.500 m², que ocupa una plana elevada a la Plana de Canet, molt afectat per remolicions agrícoles i per l'erosió.
Fou descobert per R. Sala (membre del C.R.P.E.S) l'any 1983.
E. Verdaguer afirmà l'any 1989 haver trobat material en context estratigràfic en el talús, sobre la Riera de Canet. En superfície semblen individualitzar-se dos concentracions de material ben diferenciades: un grup de talla laminar sobre sílex i un grup de talla centrípeta sobre roques dures.
A l'any 1982 i 1983, Ramon Sala en un indret a prop de la Font de la Torre de Canet d'Adri, al llarg d'uns 2500 metres a prop de la riera de Rocacorba, hi va recollir material corresponent al Paleolític mitjà (Mosterià).
El material correspon a indústria lítica, preferentment sobre quars i quarsites, amb presència d'alguna peça de sílex i de pòrfir. Els objectes són nuclis, puntes i rascadors, predominant la tècnica Levallois.